# Groote Museum (Artis)
Het Groote Museum is een museum aan de Plantage Middenlaan in Amsterdam dat de samenhang tussen mens, dier, plant, microbe en de aarde onderzoekt. Het is gevestigd op de eerste verdieping van het voormalig hoofdgebouw van Artis en wordt beheerd door Artis, maar is onafhankelijk van de dierentuin te bezoeken.

## Geschiedenis
Het museum bevindt zich in het monumentale hoofdgebouw van Artis, dat tussen 1850 en 1855 werd gebouwd. Oorspronkelijk fungeerde deze ruimte als het Zoölogisch Museum Amsterdam, waar natuurhistorische objecten werden tentoongesteld. In 1947 werd het museum gesloten en de collectie overgebracht naar Naturalis in Leiden. Na een langdurige periode van verval en leegstand onderging het gebouw tussen 2012 en 2022 een grondige restauratie, waardoor het geschikt werd gemaakt voor een nieuwe bestemming.
Op 10 mei 2022 werd het museum officieel heropend door Koningin Máxima. Dit markeerde de terugkeer van het museum in het gerestaureerde hoofdgebouw, met een vernieuwd concept dat bezoekers uitnodigt om de relatie tussen alle vormen van leven op aarde te verkennen.

## Tentoonstelling en concept
Het museum richt zich op de onderlinge verbondenheid van alle levensvormen, van mens en dier tot planten, microben en de aarde zelf. In tegenstelling tot het 19e-eeuwse Zoölogisch Museum, dat een systematische ordening van objecten in vitrines toonde, is de nieuwe opzet interactief. Bezoekers worden op een persoonlijke expeditie meegenomen en uitgenodigd om met andere ogen naar hun omgeving te kijken en zich bewust te worden van hun plaats in het ecosysteem.
De museumzalen zijn verdeeld in twaalf zones, die elk beginnen met een specifiek onderdeel van het menselijk lichaam. Dit lichaamsdeel vormt het uitgangspunt voor een bredere verkenning van de wereld om ons heen. Installaties, interactieve elementen, verhalen, films en collectiestukken helpen bezoekers verbanden te leggen tussen mens en natuur, en laten zien hoe deze werelden onlosmakelijk met elkaar verbonden zijn.

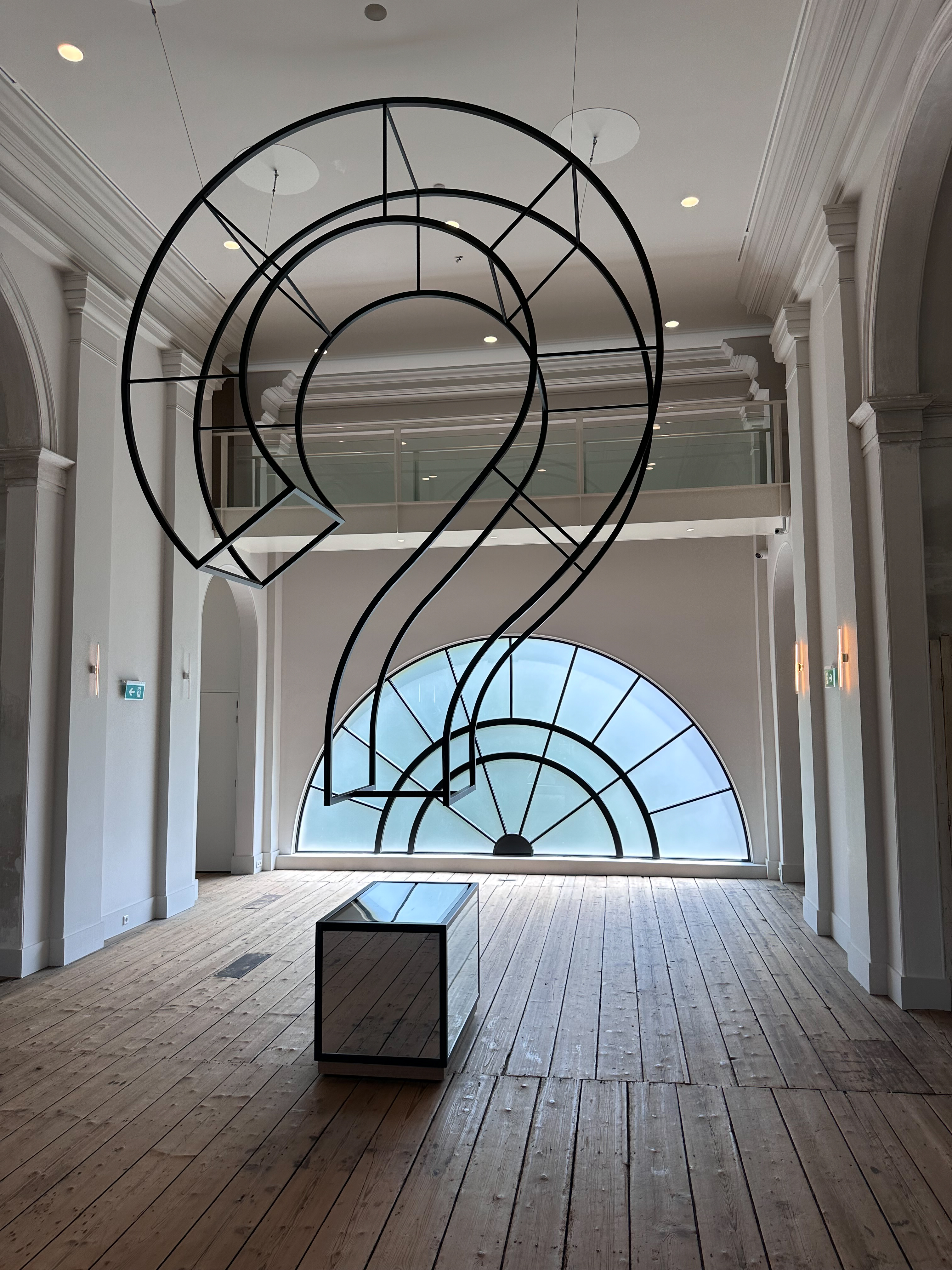
Entreehal (ook het decor van de TV serie 'Over Leven', interviews door Coen Verbraak in 2022-2023)
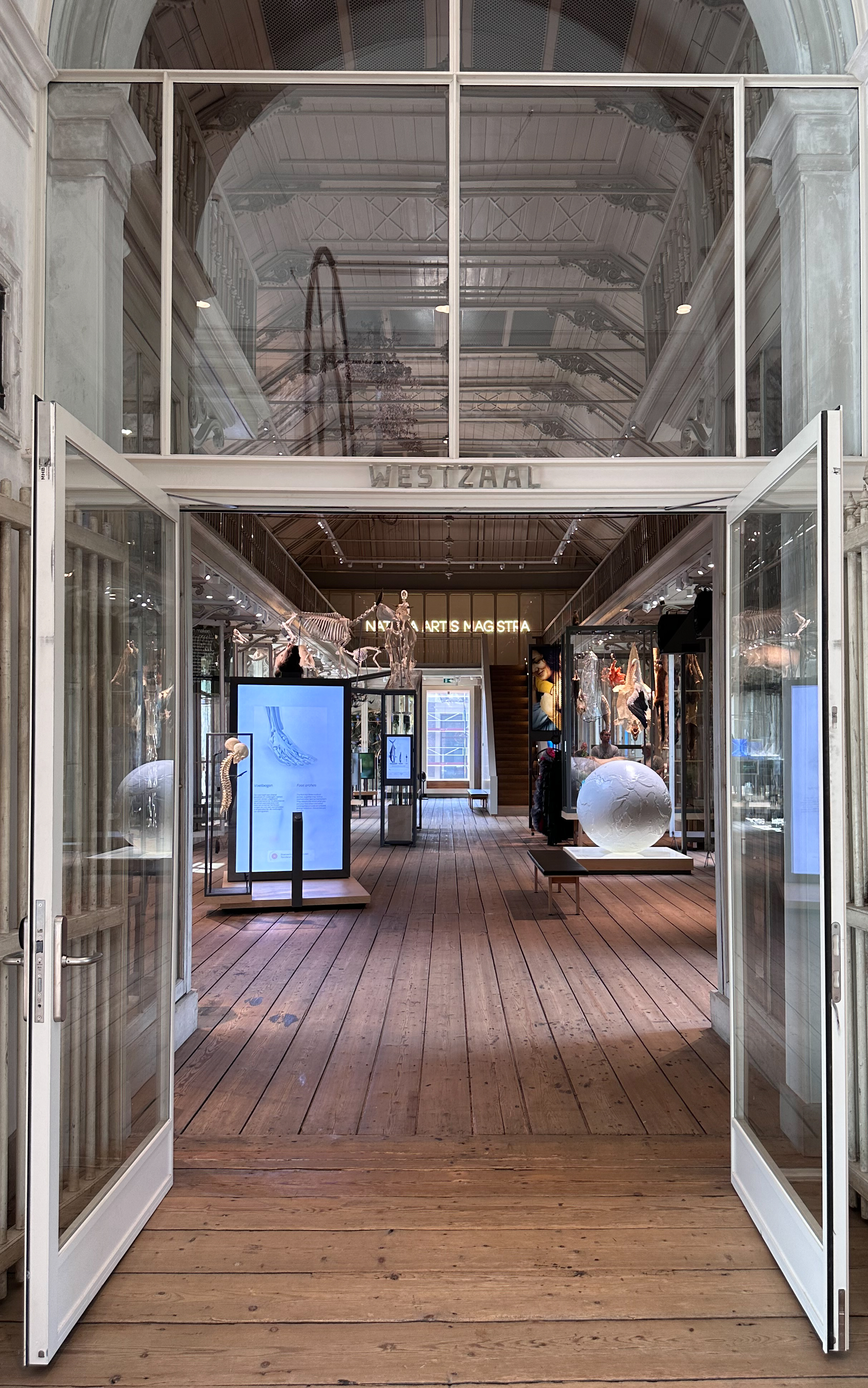
Toegang tot de Westzaal
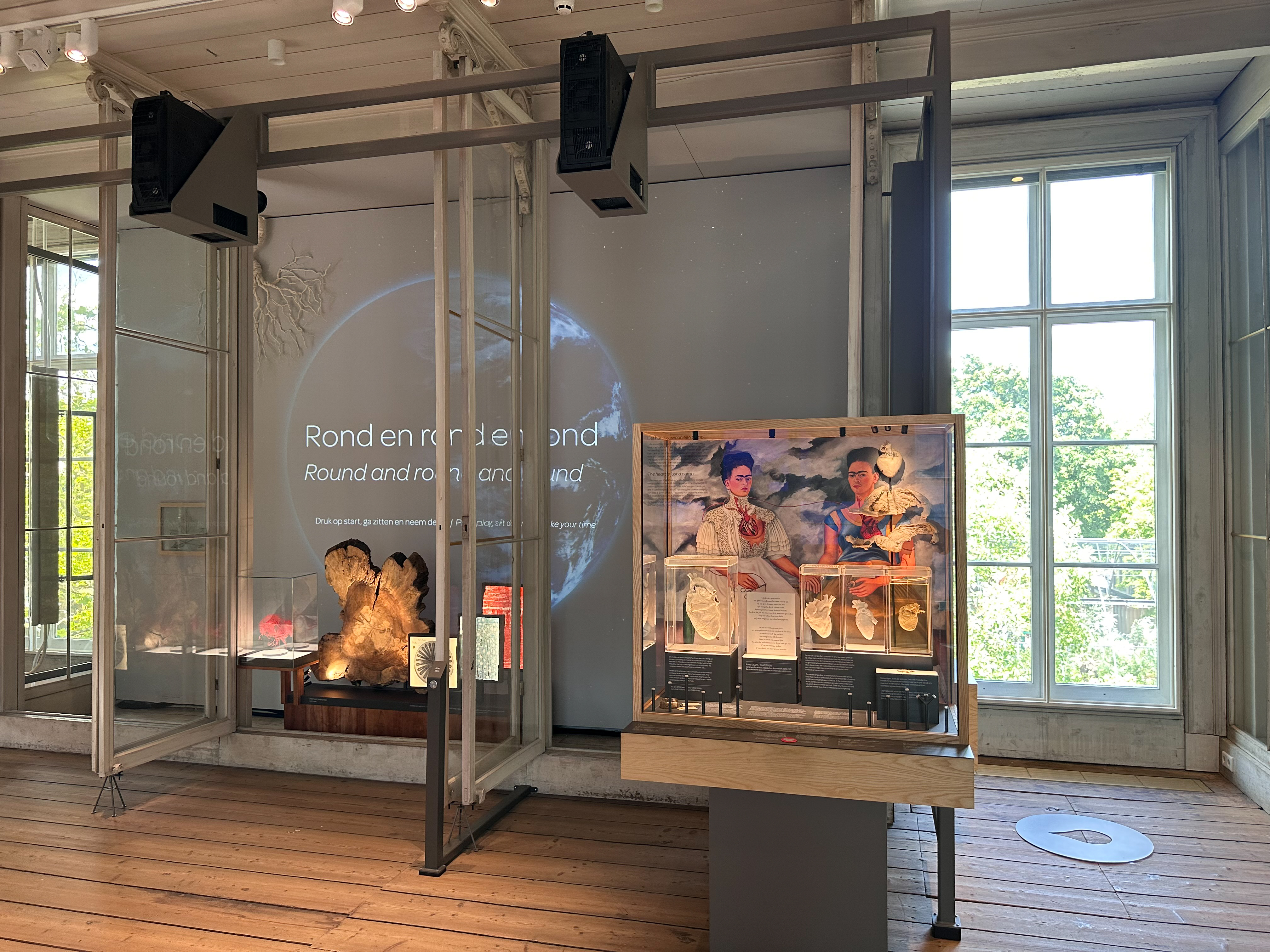
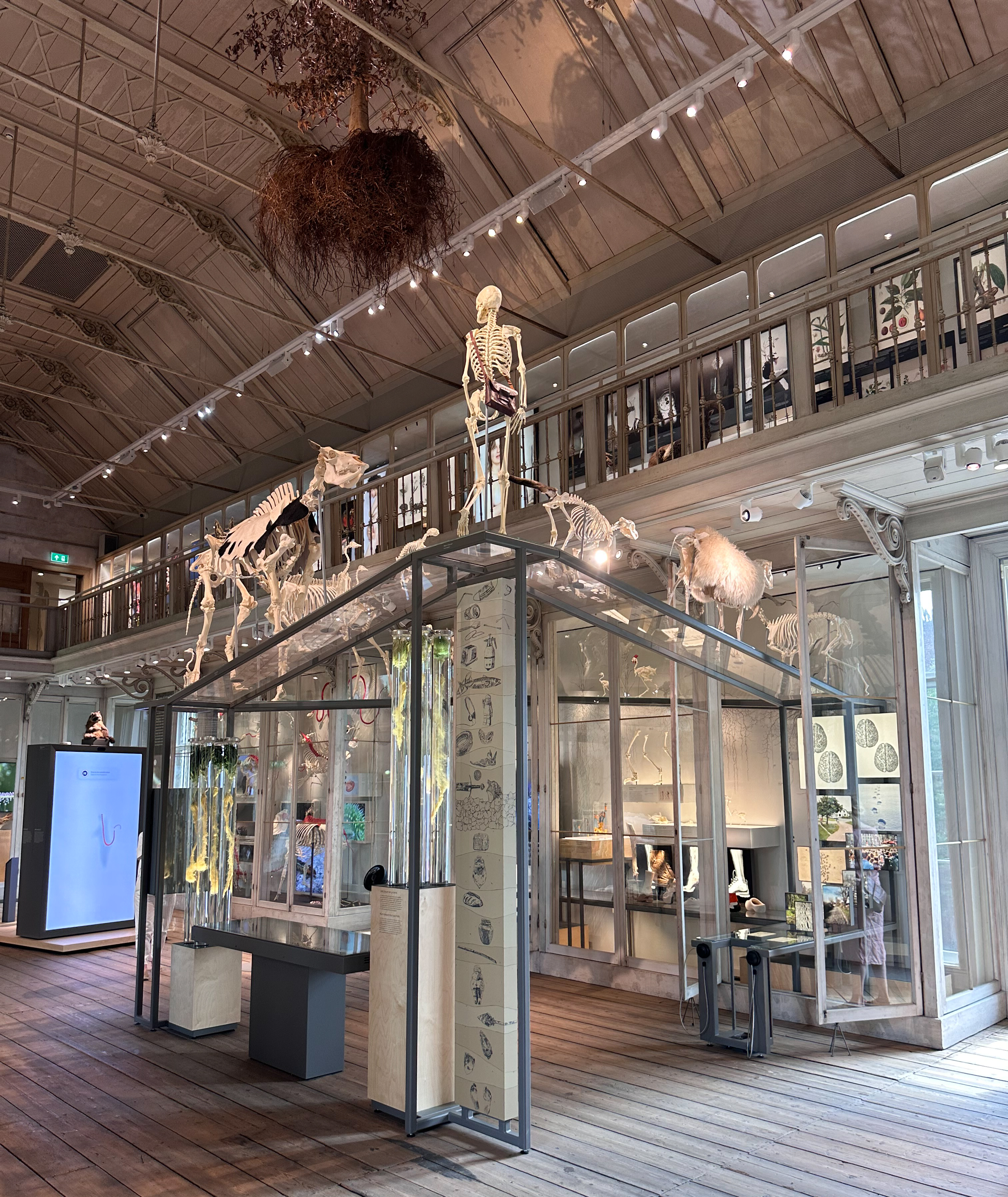
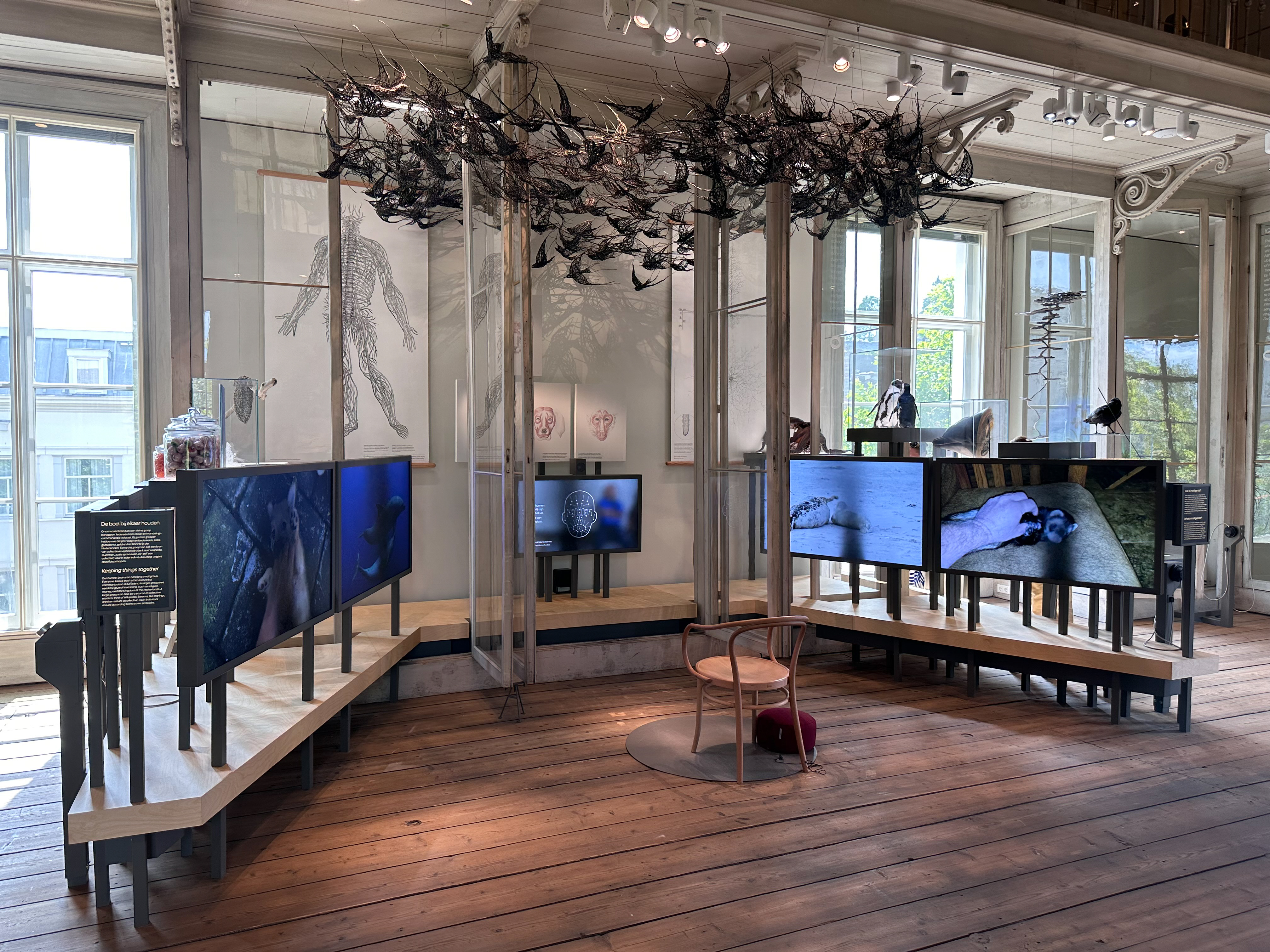
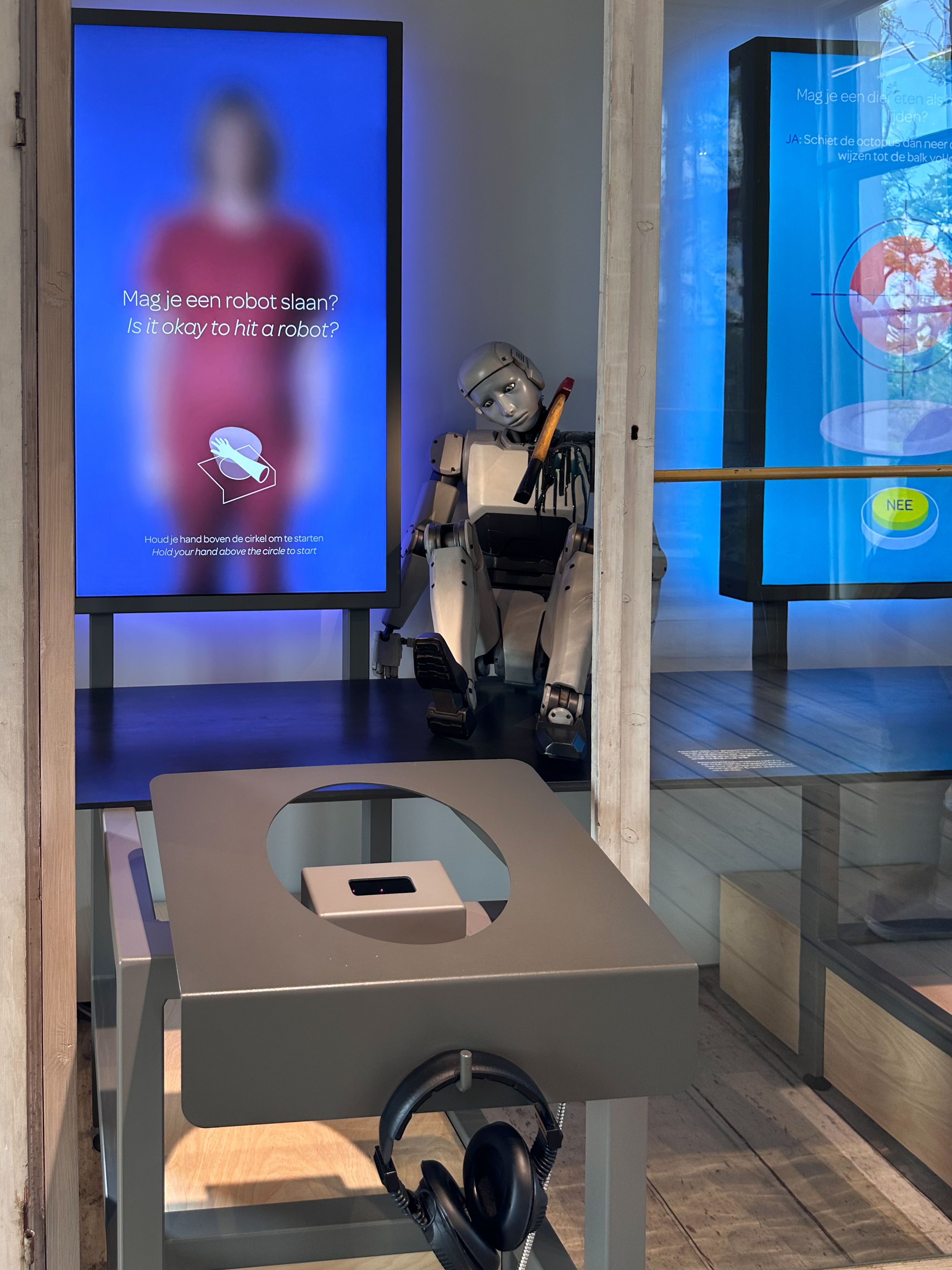
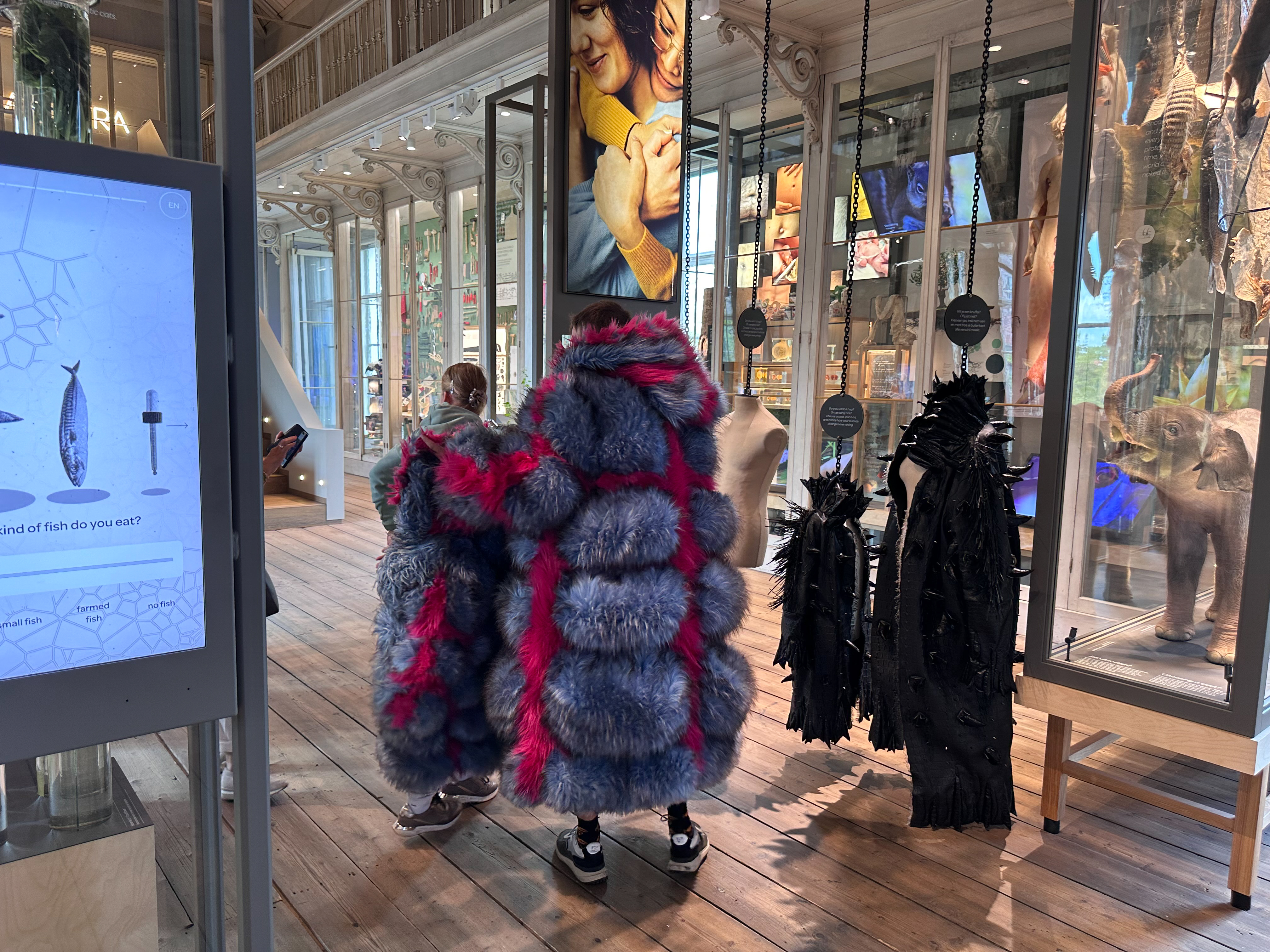
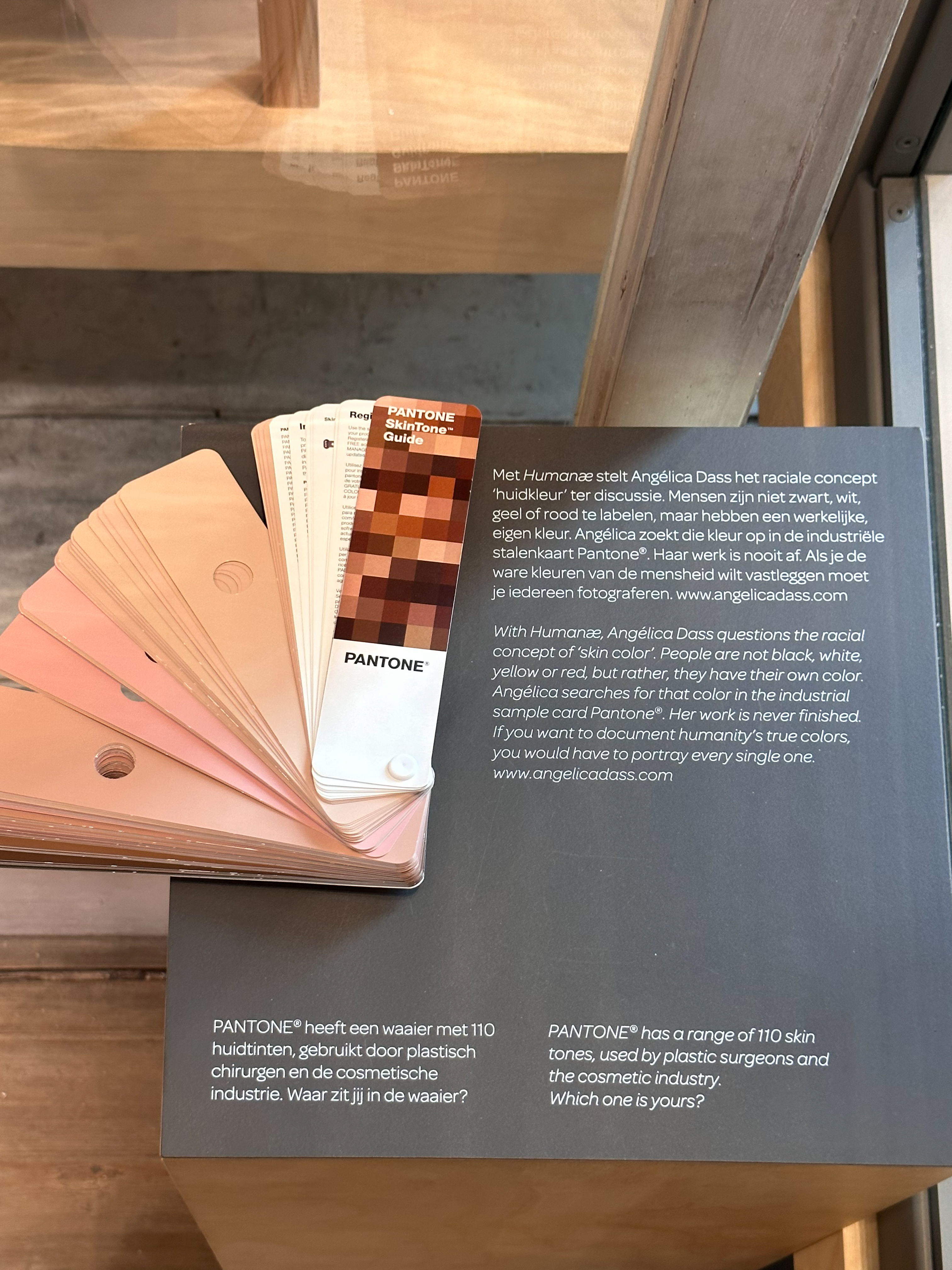
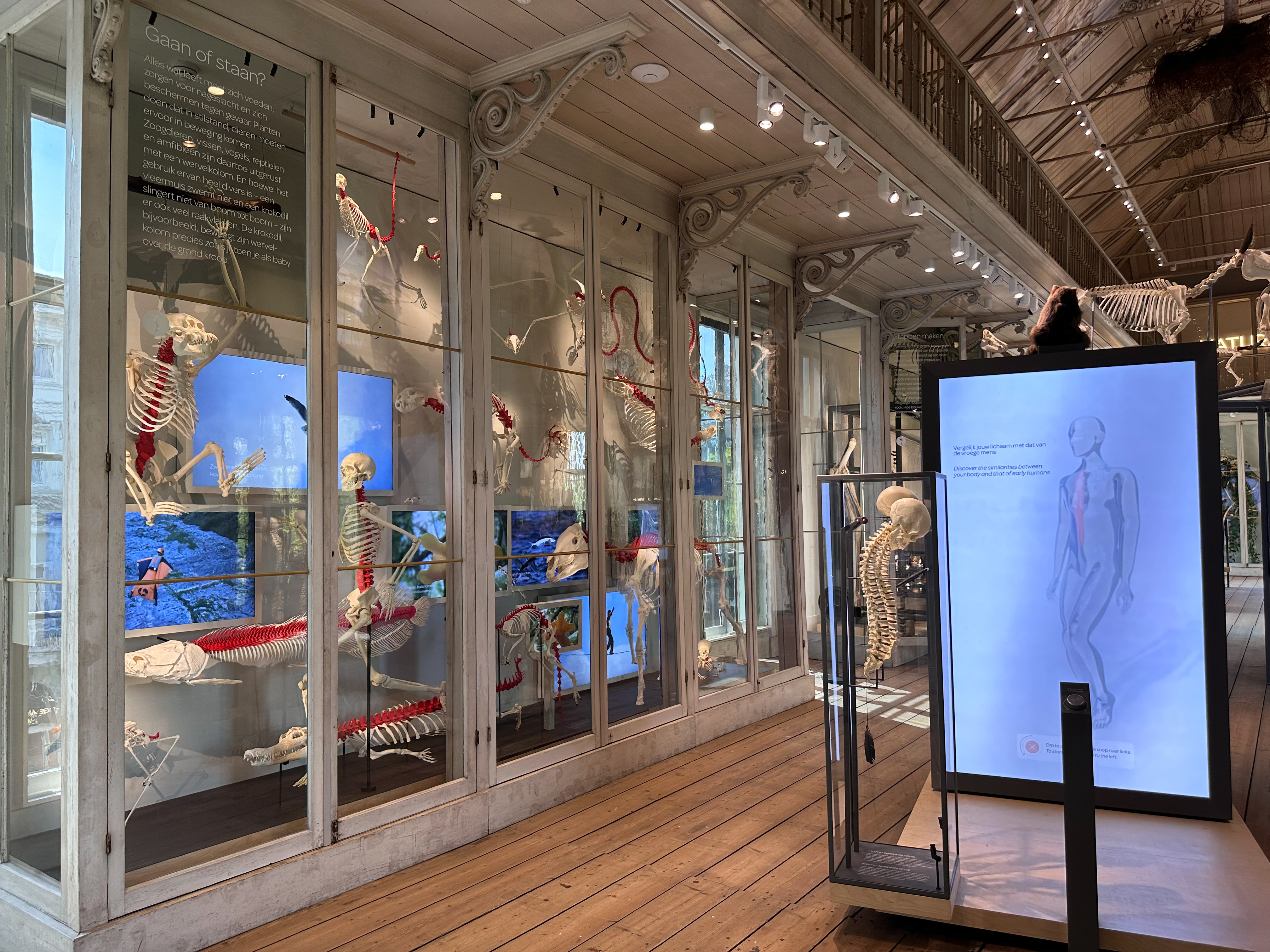
Zone 'Gaan en Staan'
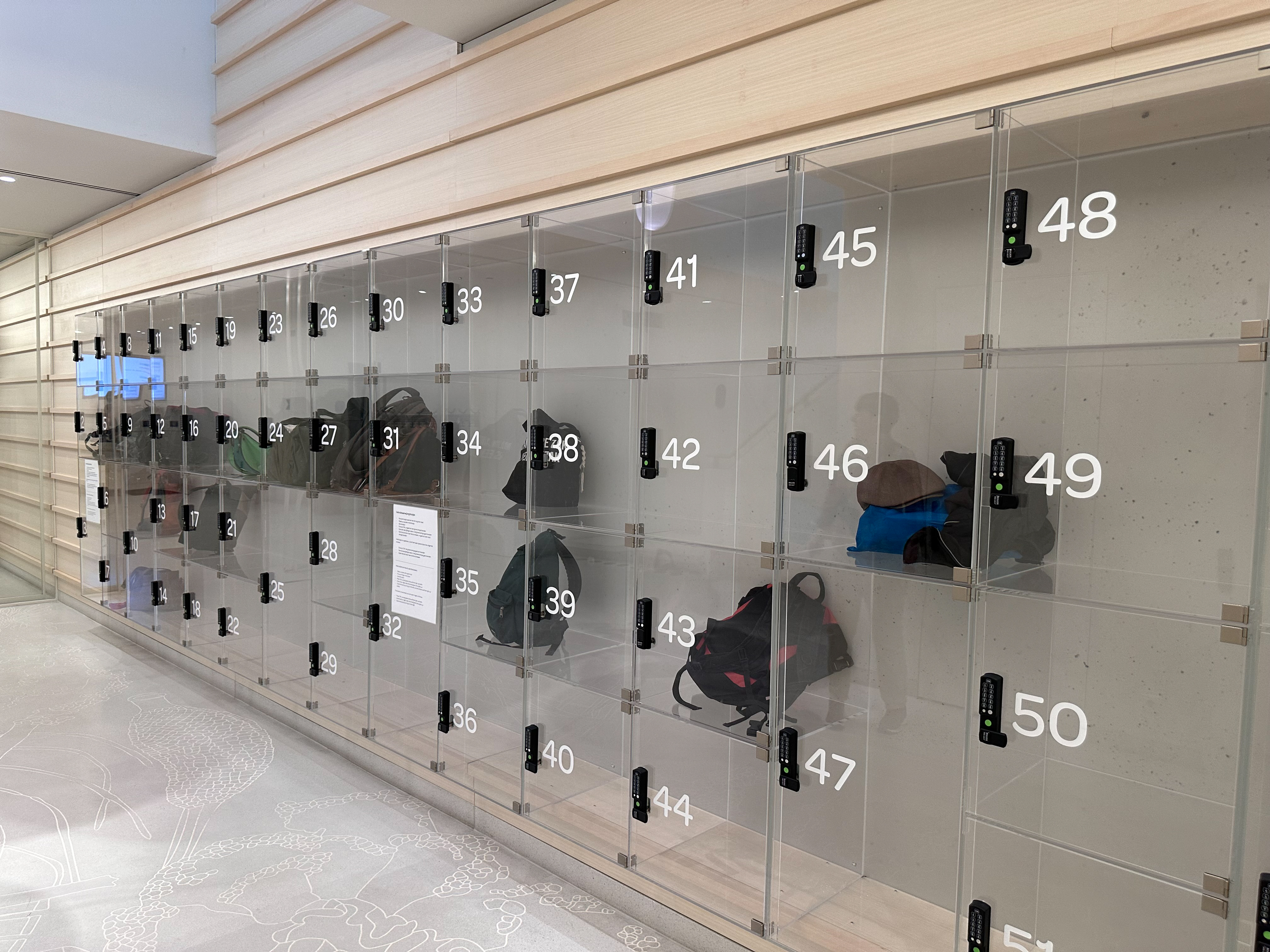
Kluisjes, maar dan anders